# Teodor Bagniewski
Teodor Bagniewski herbu Bawola Głowa – wicewojewoda malborski w latach 1731–1739, ławnik chełmiński w latach 1726–1739.
Jako poseł na sejm konwokacyjny 1733 roku z województwa chełmińskiego był członkiem konfederacji generalnej zawiązanej 27 kwietnia 1733 roku na tym sejmie.